# Податкова міліція (Україна)
Податко́ва мілі́ція — колишній спеціалізований підрозділ Державної фіскальної служби, що займався боротьбою з податковими правопорушеннями та був органом досудового розслідування у справах про ухилення від оподаткування та порушення в бюджетній сфері.
Податкова міліція спочатку входила до системи податкових органів; згодом — до системи органів доходів і зборів; а в останній час — до Державної фіскальної служби.
Податкова міліція була інструментом держави у боротьбі з податковими та фінансовими правопорушеннями: за 2012 рік завдяки роботі податкової міліції до Державного бюджету України було спрямовано 3,5 мільярди гривень, упереджено незаконне відшкодування ПДВ з бюджету на суму понад 1,3 мільярда гривень, вилучено з незаконного обігу товарів на суму понад 760 мільйонів гривень. Головним досягненням 2012 року стало скорочення тіньового ринку алкоголю — з 20 % до 6 %. Завдяки роботі податкової міліції за 2012 рік було викрито 245 незаконних виробництв алкогольної продукції, з незаконного обігу вилучено лікеро-горілчаних виробів на суму 110 мільйонів 200 тисяч гривень.
Правовий статус податкової міліції було закріплено Розділом XVIII2 Податкового кодексу України.
Податкова міліція складалася зі спеціальних підрозділів по боротьбі з податковими правопорушеннями, що діяли у складі відповідних органів державної податкової служби, і здійснювала контроль за додержанням податкового законодавства, виконувала оперативно-розшукову, кримінально-процесуальну та охоронну функції.
29.01.2021 Верховна Рада України прийняла Закон, який ліквідував податкову міліцію. Дата остаточної ліквідації податкової міліції визначена 26.09.2021. Останній керівник ДФС Вадим Мельник з 20.08.2021 очолив новостворене Бюро економічної безпеки України.

## Історія створення
Згідно з Указом Президента України від 30 жовтня 1996 року «Питання державних податкових адміністрацій», у складі Державної податкової адміністрації України було утворено податкову поліцію, що з лютого 1998 року називається податковою міліцією. Податкову міліцію створили на базі підрозділів з боротьби з кримінальним приховуванням прибутків від оподаткування Міністерства внутрішніх справ України та працівників підрозділів податкових розслідувань.
У лютому 1998 року Верховна Рада України схвалила зміни до Закону України «Про державну податкову службу в Україні» та до Кримінально-процесуального кодексу України у зв'язку з утворенням податкової міліції. Після прийняття зазначених Законів податкова міліція в Україні стала повністю легітимною.
Час до часу на високих рівнях лунають пропозиції про ліквідацію податкової міліції. Президент Віктор Ющенко пропонував замість неї створити фінансову поліцію при Міністерстві фінансів.
Кандидат у Президенти України Анатолій Гриценко обіцяв у разі обрання ліквідувати податкову міліцію. Згодом (2010 р.) він зареєстрував законопроєкт, в якому пропонував передати функції податкової міліції в частині оперативно-розшукової та кримінально-процесуальної діяльності, розслідування та провадження у справах про адміністративні правопорушення відповідним правоохоронним органам. Восени 2010 р. подібні пропозиції розглядали в Адміністрації Президента України.
Влітку 2010 року при розробці Податкового кодексу Мінфін та ДПА включили до першого проєкту норми про створення в податковій міліції власного спецназу — Головного управління спеціальних операцій. Але рішенням уряду чимало пунктів щодо посилення повноважень податківців з проєкту Податкового кодексу виключили.
Положення щодо функцій та правових основ діяльності податкової міліції внесені до Податкового кодексу у зв'язку з проведенням адміністративної реформи Законом від 5 липня 2012 року.
У січні 2021 року Верховна Рада схвалила проєкт Закону України «Про Бюро економічної безпеки України» (№3087-д). За ухвалення відповідного рішення проголосували 242 народних депутати.  Документ розроблено з метою ліквідації податкової міліції та створення незалежного державного правоохоронного органу, який повинен виконувати функції аналітичної оцінки, запобігання, виявлення, припинення, розслідування та розкриття кримінальних правопорушень, віднесених законом до його підслідності.
Законопроєкт передбачає створення Бюро економічної безпеки України як центрального органу виконавчої влади, діяльність якого спрямовується та координується Кабінетом Міністрів. Також визначаються завдання, функції та повноваження Бюро економічної безпеки України, контроль за його діяльністю, правовий статус, обов’язки та відповідальність працівників Бюро тощо. 
Прийняття Закону сприятиме:
- запровадженню нових аналітичних підходів протидії фінансовим злочинам та проведенню результативних розслідувань складних злочинних схем;
- запобіганню втрат бюджету шляхом попередження фінансових злочинів та мінімізації недобросовісної конкуренції;
- оптимізації структури правоохоронних органів та матеріально-технічної бази.

Прийняття Закону про створення органу з фінансових розслідувань є частиною міжнародних зобов’язань України. Зокрема, це передбачено Меморандумом про економічну та фінансову політику з МВФ та Меморандумом про взаєморозуміння між Україною як Позичальником та ЄС як Кредитором (щодо отримання Україною макрофінансової допомоги ЄС).

## Завдання податкової міліції
Завданнями податкової міліції є:
- запобігання кримінальним та іншим правопорушенням у сфері оподаткування та бюджетній сфері, їх розкриття, розслідування та провадження у справах про адміністративні правопорушення;
- розшук осіб, які переховуються від слідства та суду за кримінальні та інші правопорушення у сфері оподаткування та бюджетній сфері;
- запобігання і протидія корупції в органах державної податкової служби та виявлення її фактів;
- забезпечення безпеки діяльності працівників органів державної податкової служби, захисту їх від протиправних посягань, пов'язаних з виконанням службових обов'язків[13].

## Система податкової міліції
До складу податкової міліції належать:
- головні управління (управління, відділи, сектори) Державної фіскальної служби України[14];

-   - управління (відділи, сектори) податкової міліції відповідних державних податкових служб в Автономній Республіці Крим, областях, округах (на два і більше регіони), містах Києві та Севастополі;

-   -     - головні відділи (відділи, сектори) податкової міліції відповідних державних податкових інспекцій у районах, містах (крім міст Києва та Севастополя), районах у містах, міжрайонних, об'єднаних та спеціалізованих державних податкових інспекцій.

У складі податкової міліції діє спеціальний підрозділ, який проводить роботу по боротьбі з незаконним обігом алкогольних напоїв та тютюнових виробів.
Податкову міліцію очолює Перший заступник керівника ДФСУ — начальник податкової міліції.

## Повноваження податкової міліції
Основні повноваження податкової міліції:
- приймає та реєструє заяви, повідомлення та іншу інформацію про кримінальні та інші правопорушення, здійснює в установленому порядку їх перевірку і приймає щодо них передбачені законом рішення;
- проводить відповідно до закону оперативно-розшукову діяльність, а також досудове розслідування, вживає заходів щодо відшкодування завданих державі збитків;
- здійснює розшук осіб, які переховуються від слідства та суду за кримінальні та інші правопорушення;
- вживає заходів щодо виявлення і розслідування злочинів, пов'язаних з відмиванням, легалізацією, розкраданням коштів та іншими незаконними фінансовими операціями;
- виявляє причини і умови, що сприяли вчиненню злочинів та інших правопорушень у сфері оподаткування та бюджетній сфері, вживає заходів до їх усунення;
- забезпечує безпеку діяльності органів державної податкової служби та їх працівників, а також захист працівників від протиправних посягань, пов'язаних з виконанням ними службових обов'язків;
- здійснює заходи щодо запобігання і протидії корупції в органах державної податкової служби та виявлення фактів корупції, а також усунення наслідків корупційних правопорушень;
- складає протоколи та розглядає справи про адміністративні правопорушення у випадках, передбачених законом[17].

## Тиск на бізнес
Методи діяльності цієї служби неодноразово піддавалися критиці.
Податкову міліцію звинувачують у зловживанні своїми силовими повноваженнями через використання спеціальних «схем» тиску на директорів підприємств.
Кількість вилучень документів у 2013 році з боку слідчих податкової міліції у 2,5 рази перевищувала кількість розпочатих кримінальних проваджень.
Юристи ЮФ «Juscutum» так оцінюють роль податкової міліції та підсумок її розвитку за відсутності реформ:

| Податкова поліція давно знаходиться в топі ворогів українського бізнесу. Шкода від самого існування даного органу порівнянна, мабуть, із затяжним катаклізмом. Неефективність і наскрізна корумпованість — ось його основні ознаки. Ймовірно, найбільш вдалим рішенням, було б його зовсім розпустити[24]. |

## Відомчі нагороди

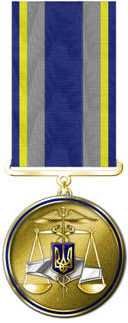
Медаль "25 років сумлінної служби"
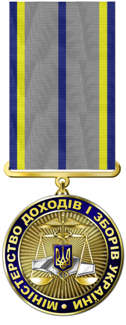
Медаль "20 років сумлінної служби"
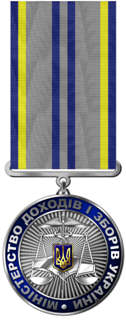
Медаль "15 років сумлінної служби"
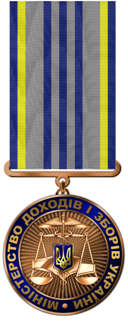
Медаль "10 років сумлінної служби"